# Imo

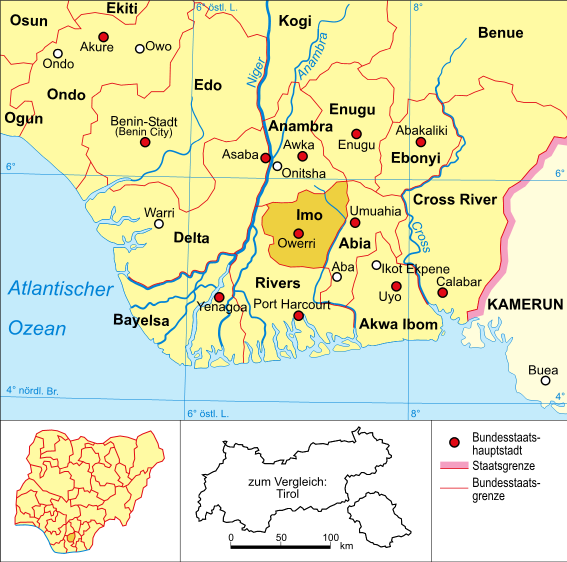
Lage von Imo in Nigeria

Imo ist ein Bundesstaat des westafrikanischen Landes Nigeria mit der Hauptstadt Owerri, die mit 215.053 Einwohnern (2005) auch die größte Stadt des Bundesstaates ist.

## Geografie
Der Bundesstaat liegt im Süden des Landes und grenzt im Norden an den Bundesstaat Anambra, im Süden und Westen an den Bundesstaat Rivers und im Osten an den Bundesstaat Abia. Im Nordwesten des Bundesstaates liegt der Oguta-See, er ist Teil eines Naturschutzgebietes von internationaler Bedeutung gemäß der Ramsar-Konvention.

## Geschichte
Der Bundesstaat wurde am 3. Februar 1976 aus einem Teil des früheren Bundesstaates "East Central" gebildet. Erster Gouverneur war zwischen März 1976 und 1977 Ndubuisi Kanu. Gegenwärtiger Gouverneur ist Ikedi Ohakim.

### Liste der Gouverneure und Administratoren
- Ndubuisi Kanu (Gouverneur 1976–1977)
- Adekunle Lawal (Gouverneur 1977–1978)
- Sunday Adenihun (Gouverneur 1978–1979)
- Sam Mbakwe (Gouverneur 1979–1983)
- Ike Nwachukwu (Gouverneur 1984–1985)
- Allison Madueke (Gouverneur 1985–1986)
- Amadi Ikwechegh (Gouverneur 1986–1989)
- Sam Mbakwe (Gouverneur 1989–1990)
- Anthony E. Oguguo (Gouverneur 1990–1992)
- Evan Enwerem (Gouverneur 1992–1993)
- James N. J. Aneke (Administrator 1993–1996)
- Tanko Zubairu (Administrator 1996–1999)

## Verwaltung
Der Staat gliedert sich in 27 Local Government Areas. Diese sind: Aboh-Mbaise, Ahiazu, Ehime-Mbano, Ezinihitte, Ideato North, Ideato South, Ihitte-Uboma, Ikeduru, Isiala-Mbano, Isu, Mbatoli, Ngor-Okpala, Njaba, Nkwerre, Nwangele, Obowo, Oguta, Ohaji-Egbema, Okigwe, Orlu, Orsu, Oru East, Oru West, Owerri Municipal, Owerri North, Owerri West und Unuimo.

## Wirtschaft
Imo ist mit einer Vielzahl an Bodenschätzen ausgestattet. Diese sind unter anderem Erdöl, Zink, Lehm, Kalkstein und Erdgas. An Agrarerzeugnissen werden Kokosnüsse, Kakao, Kautschuk, Getreide, Yams, Maniok und Mais angebaut. 
An industriellen Produkten werden in Imo Schuhe, Ziegelsteine, Motorräder, Fahrräder, Fliesen, Nahrungsmittel, pharmazeutische Produkte, Stahl, Polythen, Papier und anderes hergestellt.
Der Bundesstaat erreicht für das Jahr 2019 einen Index der menschlichen Entwicklung von 0,653 und weist damit eine nach UN-Klassifikation mittlere menschliche Entwicklung auf. Unter den 37 Verwaltungseinheiten Nigerias erreicht er damit den sechsten Platz.

## Persönlichkeiten
- Dr. Alban (* 1957), Musiker
- Ngozi Uche (* 1973), Fußballspielerin und -trainerin
- Emeka Opara (* 1984), Fußballspieler
- Kelechi Iheanacho (* 1996), Fußballspieler
- Meshack Ubochioma (* 2001), Fußballspieler